# Rhombomantis tectiformis
Rhombomantis tectiformis (лат.) — вид богомолов рода Rhombomantis из семейства Mantidae (Hierodulini, Hierodulinae).
Встречаются в южной и Юго-Восточной Азии (Индия, Мьянма, Непал, Пакистан).

## Описание
Длина менее 10 см. Лобный склерит с шиповидным бугорком в верхнем углу. Пронотум овальный, максимальное расширение у середины илинемного впереди середины; края зубчатые. На передних лапках тазики выходят за пределы простернума; могут быть черноватыми во внутренней дистальной части, с 10—12 шипами и чередуются с 4—5 более мелкими шипами; бёдра без какой-либо полосы; более крупные внутренние шипы чёрные только на кончиках, а основания с красноватыми полосами. Дискоидальная область переднего крыла неравномерно гиалиновая вдоль костальной жилки. Переднеспинка короткая, вытянутая до ромбовидной (никогда не округлая), сбоку с узким пластинчатым расширением. Последнее простирается от метазоны до основания переднеспинки.